# Ala Gertner
Ala Gertner, citata in altre fonti come Alla, Alina, Ella ed Ela Gertner (Będzin, 12 marzo 1912 – Campo di concentramento di Auschwitz, 5 gennaio 1945), fu una delle quattro donne impiccate nel campo di concentramento di Auschwitz per il suo ruolo nella rivolta del Sonderkommando di Auschwitz del 7 ottobre 1944.

## Biografia
Gertner nacque a Będzin, in Polonia, una dei tre figli di una prospera famiglia ebrea. Prima dell'invasione tedesca della Polonia, frequentava il ginnasio a Bedzin. La città era situata nella regione industriale di Zaglebie Dabrowskie, nella Polonia sud-occidentale, al confine con la Germania.

### Campo di lavoro di Geppersdorf
I militari tedeschi presero Będzin il primo giorno dell'invasione, distrussero la Grande Sinagoga in meno di una settimana e iniziarono massicci interventi di reinsediamento. Il 28 ottobre 1940 alla Gertner fu ordinato di presentarsi alla stazione ferroviaria nella vicina Sosnowiec, dove fu portata in un Campo di lavoro forzato nazista a Geppersdorf (ora Rzedziwojowice), un cantiere in cui centinaia di uomini ebrei erano impiegati come lavoratori nella sezione Reichsautobahn (ora Berlinka) e dove le donne lavoravano in cucina e in lavanderia. Ala, che parlava correntemente il tedesco, fu assegnata all'ufficio del campo, dove incontrò il prigioniero Bernhard Holtz con il quale si sarebbe sposata nel ghetto di Bedzin l'anno seguente.
Geppersdorf faceva parte dell'Organizzazione Schmelt, una rete di 177 campi di lavoro sotto l'amministrazione di Albrecht Schmelt, un veterano della prima guerra mondiale che entrò a far parte dei gruppo nazista nel 1930 e raggiunse rapidamente la carica di SS Oberführer. A causa della sua familiarità con le condizioni politiche e sociali locali nell'annessa regione della Polonia occidentale, Schmelt venne scelto dal capo delle SS Heinrich Himmler come "Rappresentante speciale del Reichsführer SS per l'occupazione del lavoro straniero nell'Alta Slesia". Dopo la sua nomina ufficiale nell'ottobre 1940, Schmelt stabilì il quartier generale a Sosnowiec e creò un sistema di campo di lavoro che sarebbe diventato noto come Organizzazione Schmelt.
Schmelt mise in piedi un commercio di schiavi molto redditizio. Oltre cinquantamila ebrei dalla Polonia occidentale furono costretti a lavorare per le imprese tedesche, principalmente nelle costruzioni, nella fabbricazione di munizioni e nella produzione tessile. Le imprese pagarono Schmelt, che divideva una parte dei soldi con Moses Merin, il governatore ebreo della regione. Quasi nessuno di questi compensi andò ai lavoratori ebrei. Le condizioni di vita erano diverse, ma migliori che nei grandi campi di concentramento: per esempio, posta e pacchetti potevano essere ricevuti in alcuni campi di Schmelt fino al 1943, quando i campi di lavoro di Schmelt divennero parte di Auschwitz e Gross-Rosen . (Il campo di Oskar Schindler era originariamente sotto l'organizzazione Schmelt).
Nel 1941, a Gertner fu permesso di tornare a casa. Era impiegata in vari laboratori locali e uffici gestiti da Moses Merin. Lei e Bernhard Holtz si sposarono nel ghetto di Sosnowiec di Srodula il 22 maggio 1943. Vissero nel quartiere Ghet Bedzin di Kamionka fino al 16 luglio 1943 (la data dell'ultima lettera di Gertner) e furono probabilmente deportati ad Auschwitz con i rimanenti ebrei di Sosnowiec e Bedzin all'inizio di agosto del 1943.

### Ad Auschwitz
Ad Auschwitz, Gertner lavorò inizialmente nei magazzini, smistando i possedimenti degli ebrei che erano stati gassati. Diventò amica di Roza Robota, che era attiva nella resistenza clandestina. Ala Gertner fu quindi assegnata all'ufficio della fabbrica di munizioni, dove lei e Roza divennero parte di una cospirazione per contrabbandare polvere da sparo al Sonderkommando, che stava costruendo bombe e progettando una via di fuga. Gertner reclutò altre donne per unirsi alla cospirazione e passò la polvere da sparo rubata a Roza.
Il 7 ottobre 1944, il Sonderkommando fece esplodere il crematorio IV, ma la rivolta fu rapidamente domata dalle guardie armate delle SS. Una lunga indagine portò i nazisti ad arrivare fino a Ala e Roza, e poi a Estusia Wajcblum e Regina Safirsztajn, che furono coinvolte nella cospirazione. Furono interrogate e torturate per settimane. Il 5 gennaio 1945, le quattro donne furono impiccate pubblicamente ad Auschwitz Altre fonti danno il 6 gennaio come data dell'esecuzione. Questa fu l'ultima esecuzione pubblica ad Auschwitz: due settimane dopo, il campo fu evacuato.

## Eredità
Ala Gertner non ebbe familiari sopravvissuti noti, ma le sue 28 lettere ad un'amica del campo, Sala Kirschner, nata Garncarz, anch'essa del ghetto di Sosnowiec, sono tra le 350 lettere di guerra che si trovano nella Collezione permanente presso la Sala Garncarz Kirschner della Divisione ebrea Dorot della Biblioteca pubblica di New York. L'eroismo delle quattro donne fu riconosciuto nel 1991 con la dedica di un memoriale a Yad Vashem.
Kamionka
15 luglio 1943
Carissima Sarenka,
All'improvviso sono qui all'ufficio postale. La posta sta uscendo oggi e come potrei non scrivere alla mia Sarenka? Proprio ora, mio marito, il piccolo Bernhard era qui. Sta bene e si sente bene. Sono curiosa di sapere come stai, come è la tua salute. Stiamo bene e abbiamo intenzione di andare al campo. Oggi è una splendida giornata, lo spirito è dei migliori e abbiamo grandi speranze per il futuro ... Non preoccuparti, ragazza, andrà tutto bene. Sii coraggiosa, stai bene. Cordiali saluti da parte di tutta la mia famiglia e del nostro Bernhard
Baci, la tua piccola Ala